# Jaak Panksepp
Jaak Panksepp (ur. 5 czerwca 1943 w Tartu, zm. 18 kwietnia 2017 w Bowling Green, w stanie Ohio) – amerykański neuronaukowiec i psychobiolog estońskiego pochodzenia. Twórca pojęcia neurobiologii afektywnej, określającego dziedzinę nauki zajmującą się neurobiologicznymi mechanizmami emocji. Jednym z zagadnień, stanowiących przedmiot jego zainteresowań naukowych było zjawisko śmiechu u zwierząt innych niż człowiek.

## Badania
Panksepp w jednym z badań przeprowadzonym na szczurach odkrył, że szczury wykazywały oznaki strachu, kiedy w ich pobliżu umieszczono koci włos, pomimo faktu, że nigdy w swoim życiu nie spotkały się z kotem. Na podstawie tego eksperymentu Panksepp przypuszczał, że badania laboratoryjne mogą być obarczone błędem, na skutek wykonywania ich przez laborantów posiadających w domu koty. Ponowił eksperyment zastępując kocie włosy psimi, jednak szczury nie wykazywały oznak strachu.
W filmie dokumentalnym z 1999 „Why Dogs Smile and Chimpanzees Cry”, Panksepp komentował badania nad radością u szczurów – udomowione szczury, połaskotane, wydawały z siebie dźwięki o wysokim tonie, które zostały hipotetycznie zakwalifikowane jako forma śmiechu.
Panksepp  opublikował także w 1979 pracę, w której sugerował, że peptydy opioidowe mogą odgrywać rolę w etiologii autyzmu. W pracy tej zwrócił uwagę, że autyzm może być „emocjonalnym zaburzeniem wynikające z zaburzenia systemów opioidowych w mózgu”.
W książce „Affective Neuroscience”, Panksepp opisał, jak koncepcyjnie efektywne uczenie się może być osiągnięte poprzez wywoływanie subiektywnie doświadczanych stanów neuroemocjonalnych, tworzących proste zinternalizowane kody o biologicznej wartości odpowiadającej głównym priorytetom życiowym.
Z prac Pankseppa czerpie obszernie Temple Grandin opisując, jak wzięcie pod uwagę pierwotnych emocji „zabawy” (play), „paniki/żalu” (panic/grief), „strachu” (fear), „gniewu” (rage), „poszukiwania” (seeking), „pożądania” (lust) i „troski” (care) oraz czynników wyzwalających te emocje, może wpłynąć na sposób opieki nad zwierzętami hodowlanymi i zwierzętami domowymi.

## Publikacje
- Panksepp, J., Biven, L. 2012. The Archaeology of Mind: Neuroevolutionary Origins of Human Emotion. New York: W. W. Norton & Company. W W Norton page
- Panksepp J (ed.) 2004. A Textbook of Biological Psychiatry, New York, Wiley
- Panksepp, J. 1998. Affective Neuroscience: The Foundations of Human and Animal Emotions. New York: Oxford University Press.
- Panksepp, J (ed.) 1996. Advances in Biological Psychiatry, Vol. 2, Greenwich, CT: JAI Press.
- Panksepp, J (ed.) 1995. Advances in Biological Psychiatry, Vol. 1, Greenwich, CT: JAI Press.
- Clynes, M. Panksepp, J. (eds.) 1988. Emotions and Psychopathology, New York, Plenum Press.
- Morgane, J.P., Panksepp, J. (eds.) 1981. Handbook of the Hypothalamus: Vol. 4 : Part B. Behavioral Studies of the Hypothalamus. New York: Marcel Dekker, Inc.
- Morgane, J.P., Panksepp, J. (eds.) 1980. Handbook of the Hypothalamus: Vol. 3 : Part A. Behavioral Studies of the Hypothalamus. New York: Marcel Dekker, Inc.
- Morgane, J.P., Panksepp, J. (eds.) 1980. Handbook of the Hypothalamus: Vol. 2 : Physiology of the Hypothalamus. New York: Marcel Dekker, Inc.
- Morgane, J.P., and Panksepp, J. (eds.) 1979. Handbook of the Hypothalamus: Vol. 1 : Anatomy of the Hypothalamus. New York: Marcel Dekker, Inc.